# Jim Shea Jr.

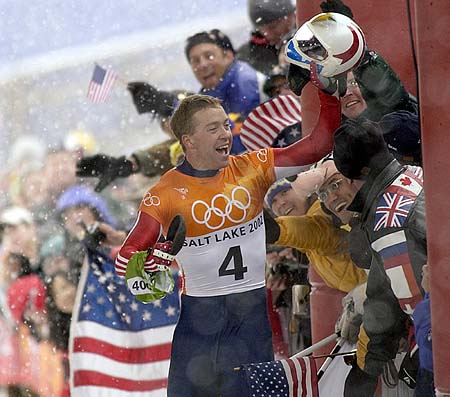
Jimmy Shea (2002)

Jimmy Shea (West Hartford, 10 juni 1968) is een voormalig Amerikaans skeletonracer. Hij is lid van de eerste familie die drie generaties Olympiërs heeft voortgebracht. Zijn grootvader Jack Shea was lid van de Amerikaanse schaatsploeg bij de Winterspelen van 1932 en won twee gouden medailles. Zijn vader Jim Shea sr. was lid van de Amerikaanse skiploeg bij de Winterspelen van 1964 en deed mee met de onderdelen Noordse combinatie en Langlaufen.
Shea jr. deed mee als skeletonracer aan de Olympische Winterspelen van 2002, waar hij de Olympische vlag het stadion binnen mocht dragen. Later zou hij met de skeleton afdalend van de bobbaan de gouden medaille winnen en deze aan zijn grootvader opdragen.
| Logo van de Olympische Spelen | Goud | Zilver | Brons | Logo van de Olympische Spelen |
|                               | 1    | 0      | 0     |                               |